# Pollenia angustigena
Pollenia angustigena är en tvåvingeart som beskrevs av Wainwright 1940. Pollenia angustigena ingår i släktet vindsflugor, och familjen spyflugor. Arten är reproducerande i Sverige. Inga underarter finns listade i Catalogue of Life.